# الملابس الريفية البريطانية

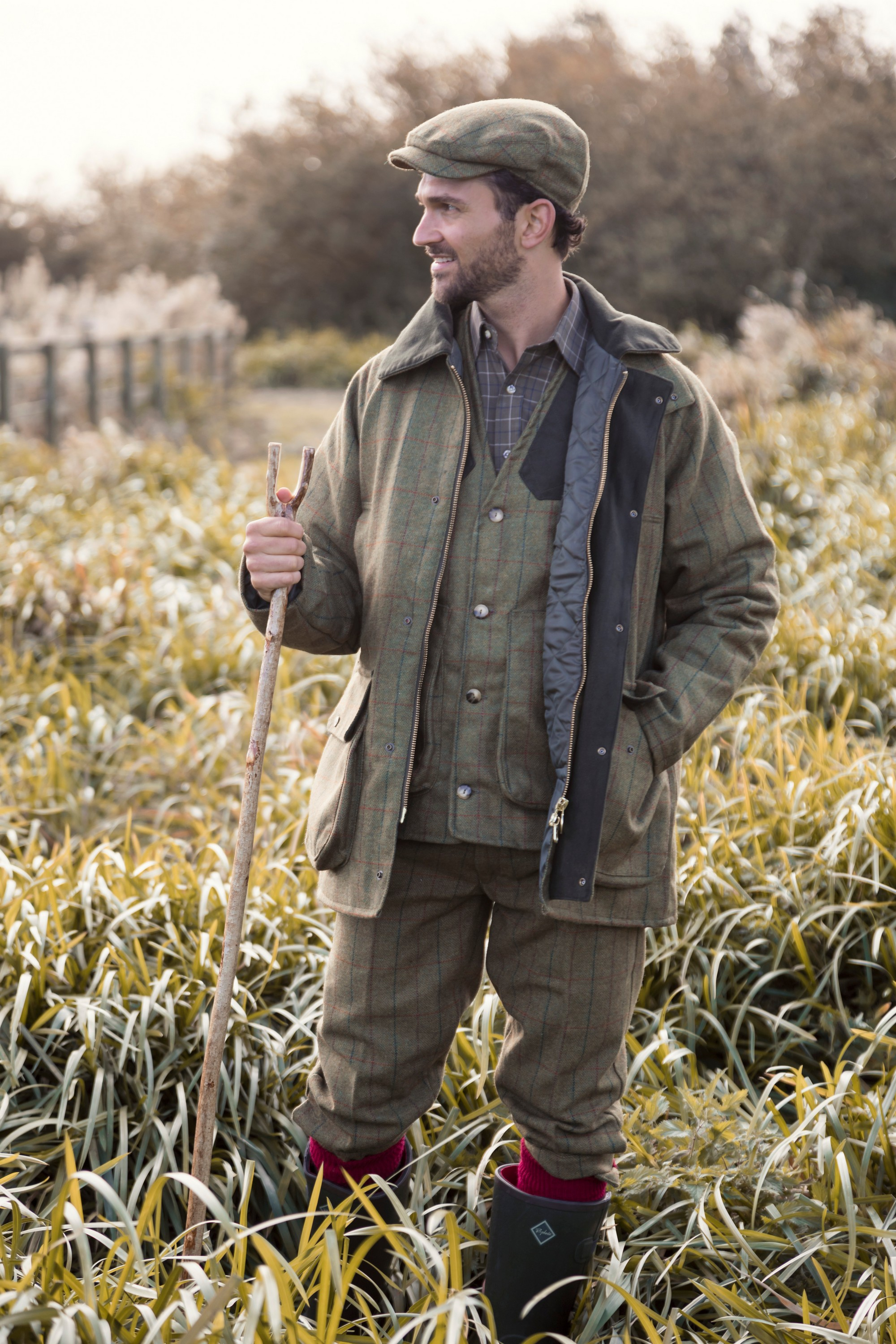
رجل يرتدي ملابس تويد متطابقة بالكامل

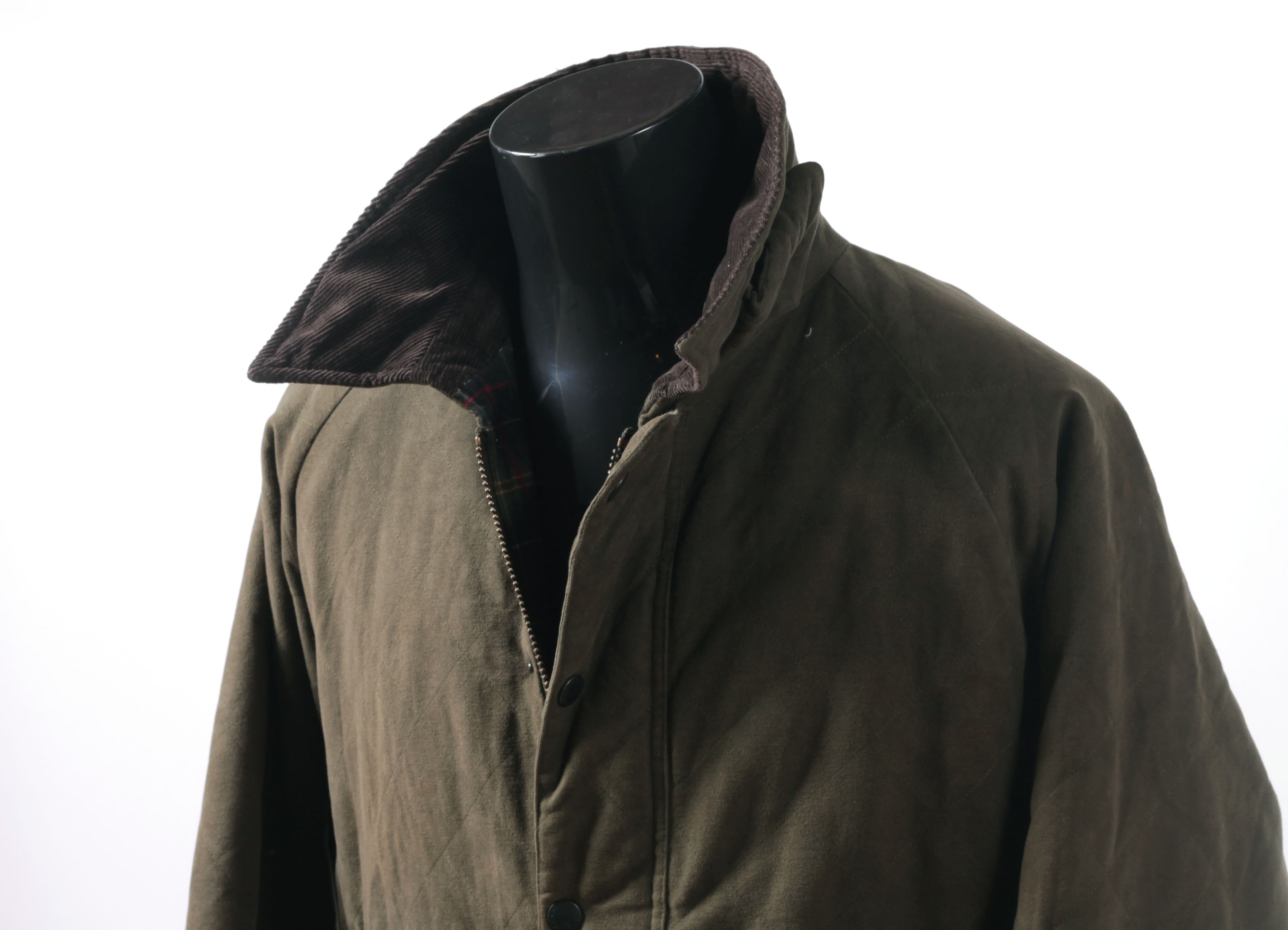
سترة رجالية من الشمع باللون الأخضر مع طوق من المخمل البني.

الملابس الريفية البريطانية أو الملابس الريفية الإنجليزية هي ملابس تقليدية يرتديها الرجال والنساء في المناطق الريفية في بريطانيا. يرتدي البريطانيون هذه الملابس عند المشاركة في رياضات خارجية مثل الفروسية أو الرماية أو صيد الأسماك وأثناء الأنشطة الخارجية العامة، مثل المشي أو التنزه أو البستنة. ترتدى أيضًا عند حضور مناسبات مثل سباقات الخيل وحفلات الزفاف الريفية ومهرجانات البيرة والمعارض الريفية.

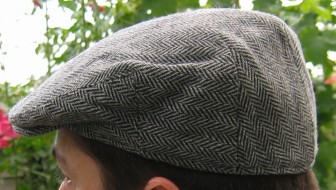
غطاء مسطح
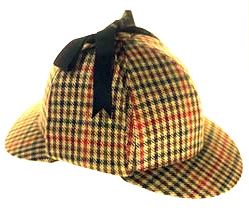
صائد الغزلان
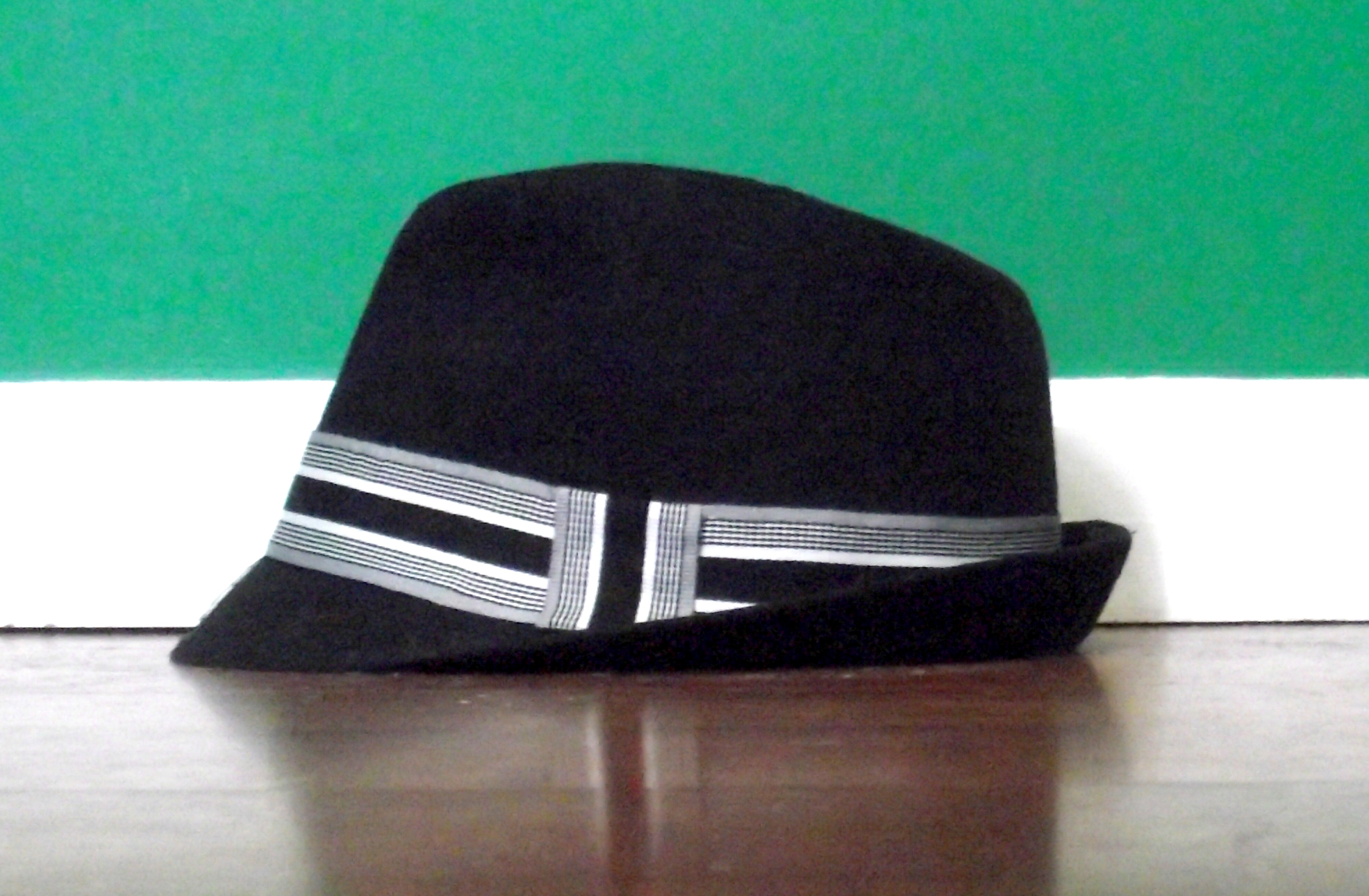
قبعة

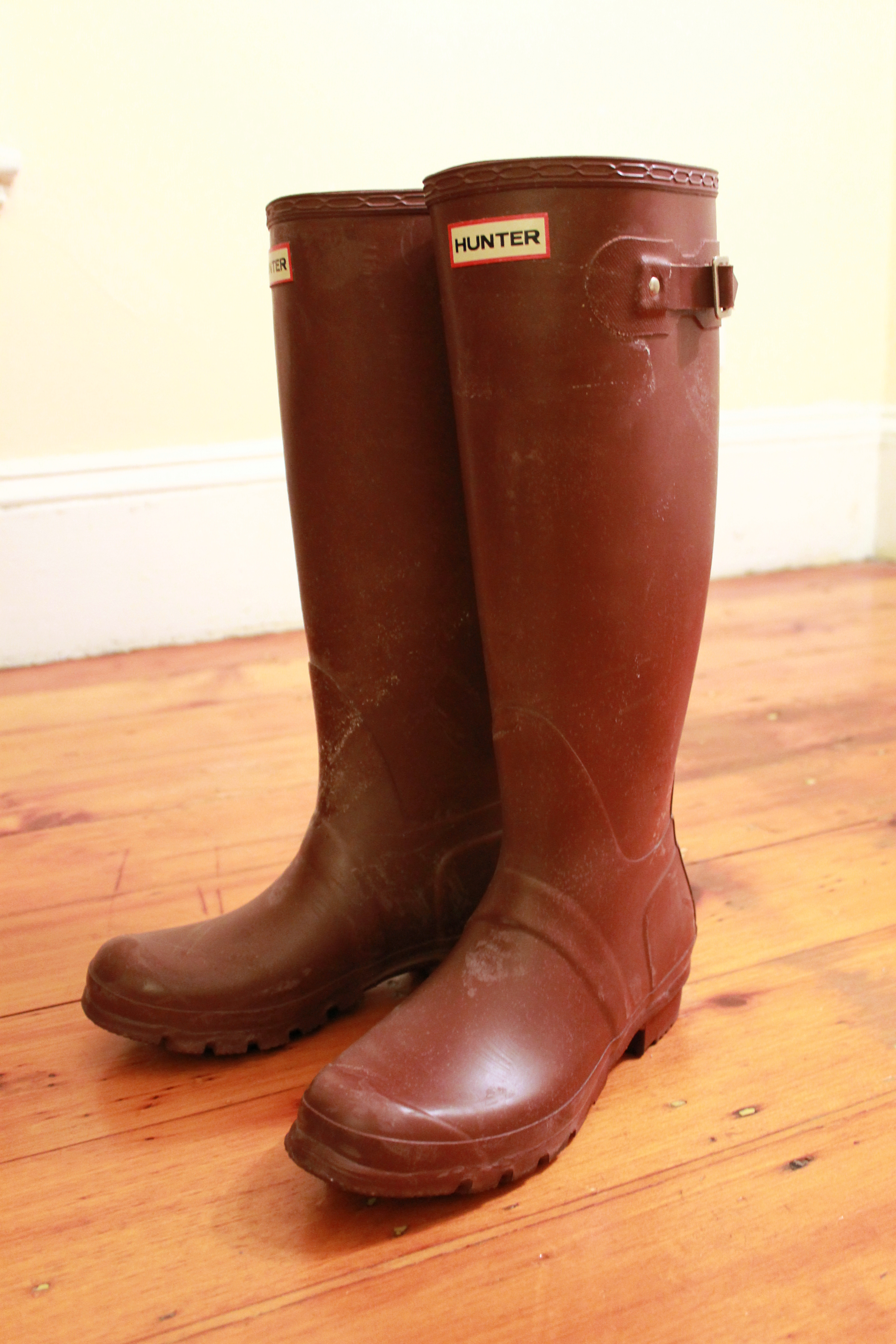
أحذية ويلينغتون
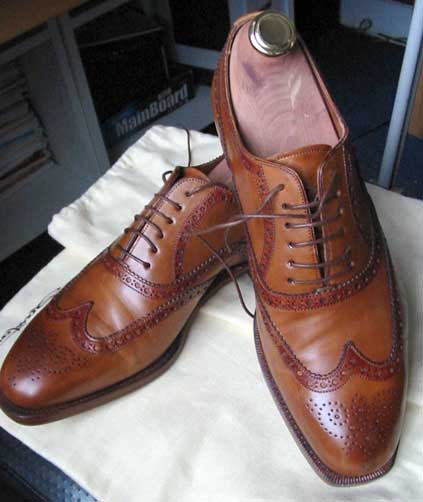
حذاء بروج

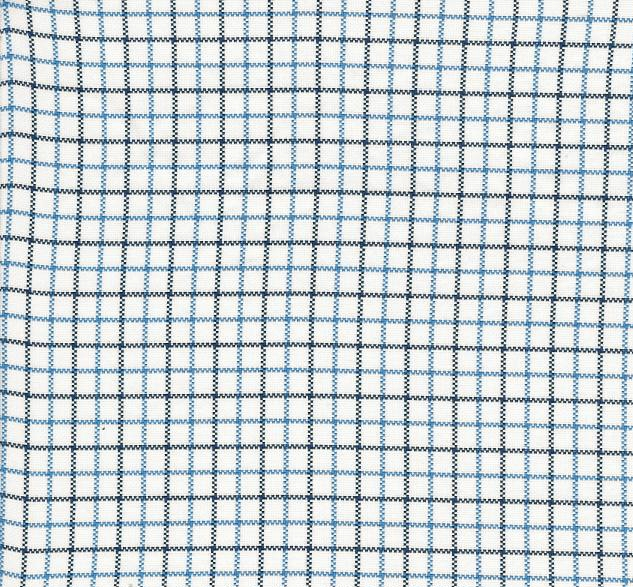
غالبا ما ترتدى قمصان تيرسال، جنب إلى جنب مع المربعات، في الملابس
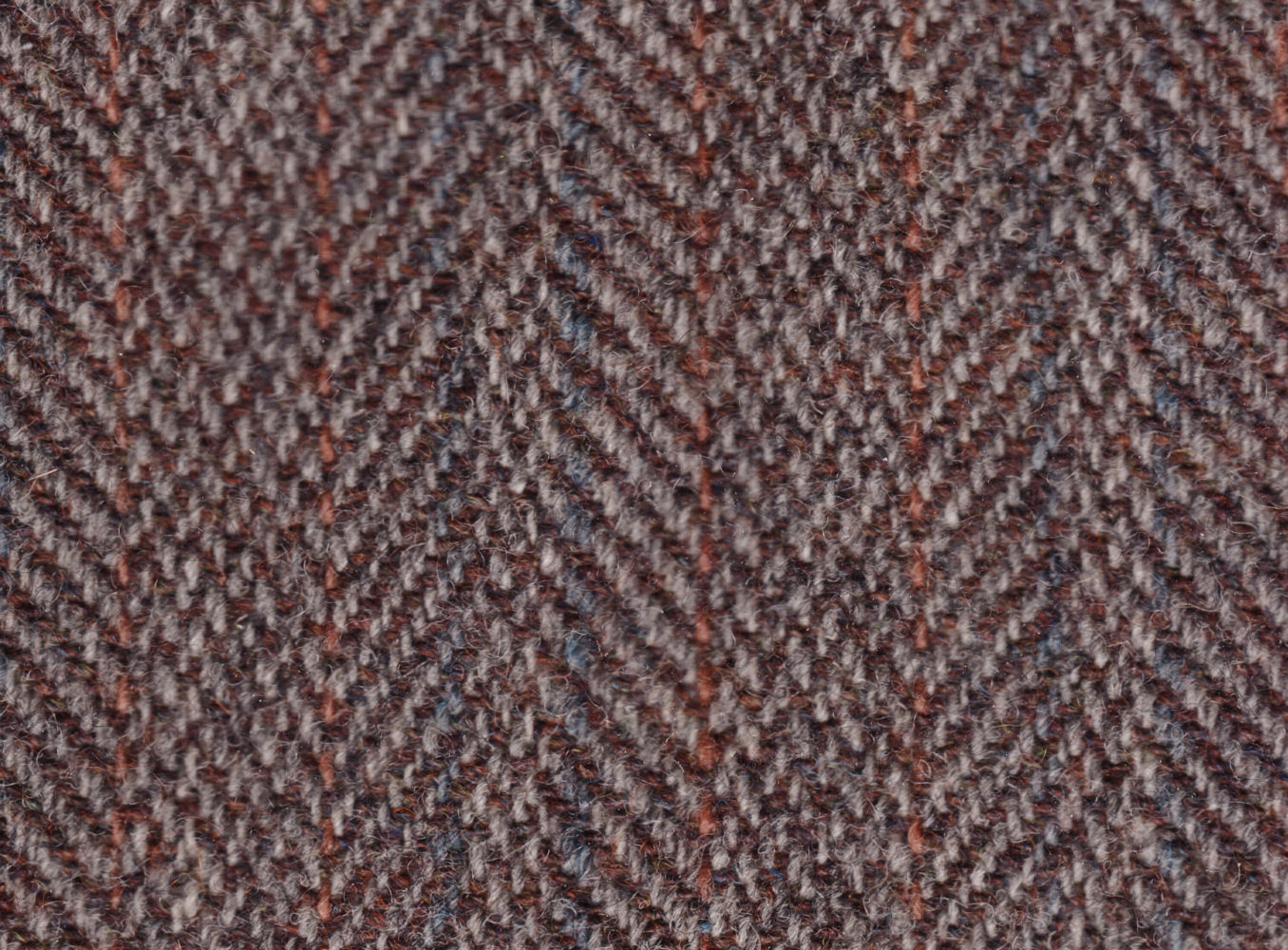
قماش تويد بنسج متعرج، يستخدم في صناعة البدلات والقبعات